# Kommunal udligning
Kommunal udligning er fællesbetegnelse for en række ordninger, som overfører penge mellem kommuner på baggrund af forskellige nøgletal.
I Danmark har den kommunale udligning til formål at udligne forskelle i udgiftsbehov og beskatningsgrundlag mellem kommunerne for at sikre et mere ensartet forhold mellem skatteniveau og serviceniveau.
Flere kommuner ønsker ændringer i den beregningsmodel, som det kommunale udligningssystem bygger på.
I 2012 var en udligningsreform under debat.

## Ekstern kilde
- Kommunal udligning og generelle tilskud 2006 Arkiveret 12. januar 2006 hos  Wayback Machine fra Indenrigs- og Sundhedsministeriet
- Rimeligudligning.nu Seks østjyske kommuners initiativ for ændring af udligningssystemet
- https://www.stopforskelsbehandlingen.nu/ 32 hovedstadskommuners initiativ til at stoppe pengestrømmen til Jylland.

| Økonomi | Spire Denne artikel om økonomi er en spire som bør udbygges. Du er velkommen til at hjælpe Wikipedia ved at udvide den. |